# گاه‌شماری تنپو
گاه‌شماری تنپو (به ژاپنی: 天保暦 Tenpō-reki) یک نوع گاه‌شماری شمسی–قمری در ژاپن بود. این گاه‌شماری در دوره تنپو (۱۸۳۰–۱۸۴۴)  انتشار پیدا کرد و در اواخر دوره ادو از سال ۱۸۴۴ تا ۱۸۷۲ بکار برده می‌شد.